# Municipio de Falk
El municipio de Falk (en inglés: Falk Township) es un municipio ubicado en el condado de Clearwater en el estado estadounidense de Minnesota. En el año 2010 tenía una población de 284 habitantes y una densidad poblacional de 3,01 personas por km².

## Geografía
El municipio de Falk se encuentra ubicado en las coordenadas 47°28′15″N 95°29′9″O / 47.47083, -95.48583. Según la Oficina del Censo de los Estados Unidos, el municipio tiene una superficie total de 94.38 km², de la cual 93,71 km² corresponden a tierra firme y (0,71 %) 0,67 km² es agua.

## Demografía
Según el censo de 2010, había 284 personas residiendo en el municipio de Falk. La densidad de población era de 3,01 hab./km². De los 284 habitantes, el municipio de Falk estaba compuesto por el 61,97 % blancos, el 29,23 % eran amerindios y el 8,8 % eran de una mezcla de razas. Del total de la población el 2,11 % eran hispanos o latinos de cualquier raza.